# Стрелецкий, Николай Николаевич
Никола́й Никола́евич Стреле́цкий (2 [14] июня 1921, Москва — 25 апреля 2001, Москва) — советский учёный, специалист в области мостостроения, сталежелезобетонных и металлических конструкций, методик расчётов по предельным состояниям и ограниченным пластическим деформациям.
В своей работе всегда уделял большое внимание сближению и взаимному обогащению общестроительной и мостостроительной школ инженеров-металлистов. Внёс большой вклад в изучение действительной работы и предельных состояний сталежелезобетонных пролётных строений мостов (создал методы их расчёта), совместной работы продольных балок проезжей части и поясов главных ферм, соединений на высокопрочных болтах и фрикционно-срезных соединениях, а также в конструктивные формы постоянных и разборных металлических мостов. Н. Н. Стрелецким выдвинут деформационный критерий предельного состояния элементов стальных конструкций по прочности, что позволило создать методику расчёта по критерию малых пластических деформаций.

## Биография
Родился 14 июня 1921 года в Москве, в семье известного учёного, инженера, впоследствии член-корреспондента Академии наук СССР Стрелецкого Николая Станиславовича. С 1938 года по середину 1941 года учился в Московском инженерно-строительном институте (МИСИ, ныне – НИУ Московский государственный строительный университет). С началом Великой Отечественной войны записался в июле 1941 года добровольцем в Народное ополчение, стал бойцом сапёрной роты 5-й стрелковой дивизии, ведшей фортификационные работы на дальних подступах к Москве (в Спас-Деменском районе Калужской области). В августе 1941 года был направлен на учёбу в Военно-инженерную академию имени В. В. Куйбышева (в ноябре 1941 года эвакуированную в городе Фрунзе, Киргизской ССР). За время обучения в Военно-инженерной академии изобрёл новую конструкцию деревянного ледореза, охраняющую деревянные мосты от ледохода. После возвращения из эвакуации Н. Н. Стрелецкий работал с января 1943 года на Нахабинском опытном полигоне над вопросами проектирования и конструирования деревянных высоководных мостов. В январе 1945 года в составе группы генерала Ильясевича С. А. был направлен на 1-й Белорусский фронт для оказания помощи в строительстве мостов; участвовал в строительстве уникального высоководного деревянного висячего моста (8×50 м) через реку Одер[уточнить] в районе Зееловских высот у города-крепости Кюстрин (ныне Костшин-над-Одрон в Польше). За время строительства произвёл инженерную разведку, выполнил расчёты, проектирование и испытания образцов, осуществлял консультирование и надзор за строительством. За строительство этого моста был награждён Орденом Красной Звезды (1945).
В 1944 году Н. Н. Стрелецкий начал работать в Военно-инженерной академии имени Куйбышева на кафедре мостов и переправ. После войны занимался в течение двух лет в советской Прибалтике испытаниями больших деревянных мостов. Демобилизовался из армии в 1947 году, но оставался работать в Военно-инженерной академии имени Куйбышева до 1956 года. В 1947 году экстерном закончил с отличием МИСИ им. Куйбышева. Тогда же стал заниматься металлическими мостами (постоянными и разборными) в одном из ведущих советских инженерно-строительных институтов — «Проектстальконструкция», ныне ЦНИИПСК им. Н.П. Мельникова (АО «Центральный научно-исследовательский и проектный институт строительных металлоконструкций имени Н. П. Мельникова»). Имел и третье место работы — ЦНИИ инженерных войск, где проектировал табельные наплавные мосты. Является одним из авторов моста лёгкого понтонного парка, прослужившего в войсках несколько десятилетий.
В 1950 году Н. Н. Стрелецкий защитил кандидатскую диссертацию на тему «Решётчатые комбинированные системы мостов», в которой анализировал эффективность реализации принципа совмещения функций в постоянных металлических мостах, в 1953 году опубликовал первую свою монографию на эту же тему . С 1949 года увлёкся идеями развития методики предельных состояний, первоначально разрабатывавшейся его отцом, чл.-корр. АН СССР Н. С. Стрелецким. В 1952 году был приглашён в ЦНИИС Минтрансстроя СССР (ныне — АО «Научно-исследовательский институт транспортного строительства») разрабатывать первые в мире Технические условия проектирования мостов по предельным состояниям; эта работа привела к утверждению в СССР в 1962 году Технических условий проектирования железнодорожных, автодорожных и городских мостов и труб (СН-200-62).
Ещё в 1955 году при строительстве Новоарбатского моста в Москве Н. Н. Стрелецкий провёл натурные испытания работы упоров в железобетоне. В 1956 году были проведены исследования работы первых сталежелезобетонных пролётных строений (на Украине в Карпатах); далее последовали многолетние испытания крупных опытных образцов, отработка технологий на стройках железных дорог Абакан–Тайшет и Актогай–Дружба (к государственной границе с КНР), теоретические исследования, выход монографии «Сталежелезобетонные мосты» (1965).
Большое внимание Н. Н. Стрелецкий уделял вопросам совместной работы продольных балок проезжей части с поясами главных ферм. Его разработки по этой проблематике также применялись в болто-сварных железнодорожных пролётных строениях, признанных лучшими в мире. В 1970 году защитил докторскую диссертацию по теме «Исследование совместной работы проезжей части и главных ферм современных конструкций металлических мостов».
В 1971 году по приглашению Н. П. Мельникова перешёл на работу в ЦНИИПСК на должность заведующего отделом протяжённых инженерных сооружений, где проработал до 1992 года. За период работы в ЦНИИПСК было выполнено много капитальных работ — рекомендации по проектированию висячих и вантовых линейно-протяжённых конструкций, рекомендации по применению стальных канатов в строительных конструкциях, разработка норм для соединений на высокопрочных болтах и принципиально новых фрикционно-срезных соединений. Наиболее ценной сам Н.Н. Стрелецкий считал совокупность работ по уточнению предельных состояний стальных конструкций с учётом ограниченных пластических деформаций, которые дали возможность создать методику расчёта по критерию малых пластических деформаций, обеспечивающую существенную экономию стали. На основе этой методики были выпущены Рекомендации по расчётам стальных конструкций на прочность по критериям ограниченных пластических деформаций, Рекомендации по проектированию бистальных балок и Рекомендации по проектированию составных перфорированных балок. Результаты этих работ вошли в СНиП 2.05.03-84 «Мосты и трубы».
Во время работы в ЦНИИПСК Н. Н. Стрелецкий принимал активное участие в проектировании, возведении и испытании около 30 крупных инженерных сооружений. Среди них: новое поколение разборных автодорожных мостов, в т. ч. вантово-балочных (см. МВБ); уникальные висячие и вантовые трубопроводные мосты с пролётами от 360 до 720 метров; аммиакопровод через реку Днепр; вантово-балочный городской мост через реку Шексна (г. Череповец) и другие.
Н. Н. Стрелецкий был членом четырёх специализированных Диссертационных и Научно-технических советов и редколлегии издательства «Транспорт».
С 1973 года Н. Н. Стрелецкий являлся индивидуальным членом Международной ассоциации по мостам и конструкциям АИПК (фр. AIPC от фр. As-sociation Internationale des Ponts et Charpentes; англ. IABSE от англ. International Asso-ciation for Bridge and Structural Engineering), а с 1975 по 1989 год — председателем национального комитета СССР в АИПК. Блестяще владея немецким языком, Н. Н. Стрелецкий участвовал и выступал с докладами на симпозиумах и конгрессах во многих странах (СССР, ГДР, Японии, ФРГ, Чехословакии, Швейцарии, Франции, Великобритании, Люксембурге и других). Четыре международные конференции АИПК были проведены при его активном участии в Ленинграде и Москве.
Параллельно с научной и инженерной деятельностью Н. Н. Стрелецкий вёл активную преподавательскую работу. С 1948 года — на кафедре мостов и переправ Военно-инженерной академии имени Куйбышева (заведующий кафедрой С. А. Ильясевич); в 1954 году был утверждён в звании доцента. С 1956 по 1958 годы работал по совместительству в Московском институте инженеров транспорта (МИИТ, ныне Российский университет транспорта), в котором читал курс «Испытания сооружений», вёл дипломное проектирование металлоконструкций. С 1971 года работал на кафедре металлоконструкций МИСИ им. Куйбышева; читал спецкурс «Мосты»; в 1976 году получил звание профессора. Написал главы «Пролётные строения мостов» для спецкурсов изданий 1982 и 1991 годов.
Н. Н. Стрелецкий скончался 25 апреля 2001 г.; похоронен на Введенском кладбище.

## Публикации
- Стрелецкий Н. Н. Сталежелезобетонные мосты. М.: «Транспорт», 1965. — 376 с.
- Стрелецкий Н. Н. Первоочередные вопросы развития методики предельных состояний // Развитие методики расчёта по предельным состояниям. М.: Стройиздат, 1971.
- Чернов Н. Л., Стрелецкий Н. Н., Любаров Б. И. К расчёту прочности стальных и сталежелезобетонных конструкций по предельным пластическим деформациям // Промышленное строительство. 1979. № 5.
- Стрелецкий Н. Н. Сталежелезобетонные пролётные строения мостов. 2-е изд., перераб. и доп. М.: «Транспорт», 1981. — 360 с.
- Металлические конструкции: Спец. курс. Учеб. пособие для вузов / Е. И. Беленя, Н. Н. Стрелецкий, Г. С. Ведеников и др.; Под общ. ред. Е. И. Беленя. 2-е изд., перераб. и доп. М., Стройиздат, 1982. — 472 с.
- Металлические конструкции: Спец. курс. Учеб. пособие для вузов / Е. И. Беленя, Н. Н. Стрелецкий, Г. С. Ведеников и др.; Под общ. ред. Е. И. Беленя. 3-е изд., перераб. и доп. М., Стройиздат, 1991. — 687 с.